# 东方汇理银行北京分行
东方汇理银行北京分行，位于北京市东城区东交民巷34号，是法国东方汇理银行设在北京的分行。

## 历史
东方汇理银行早年曾在北京设分行，行址位于北京市东城区东交民巷西段路南34号。1900年之前，此处是民宅区。1900年义和团围攻使馆区之后，民房遭受破坏，法国趁机占据该地建银行。这座东方汇理银行北京分行大楼为1917年建造。由曾经设计东方汇理银行上海分行大楼的英国通和洋行设计并施工，设计者是G. McGrva。
2001年，“东方汇理银行旧址”作为“东交民巷使馆建筑群”的一部分，被列为第五批全国重点文物保护单位。21世纪初，该建筑正在被机关单位使用。

## 建筑
该建筑坐南朝北，西邻美国花旗银行，北面隔着东交民巷与俄国使馆相对。该建筑地上三层，地下一层，砖石结构。外观是西欧近代风行的折衷主义风格，但又带有尼德兰古典主义。墙面用红砖砌筑，灰白石材当作柱子以及分层线脚、檐口、门窗套等等。立面分为三段式，地下层高出地面大约3米，地面以上有明窗；二层、三层整体处理，顶部挑檐，下面有一排古典式托檐石；挑檐上的女儿墙的立面中部采用实墙式，两侧则采用瓶式立柱栏杆。
该建筑的主入口位于北面及西面，南面则有通向地下室的入口。东面二层有过街楼式通廊，连接东侧配楼。配楼的风格和主楼类似。
该建筑各个立面造型各异。北立面沿东交民巷，五开间，中央采用贯通二层、三层的罗马爱奥尼柱式划分墙面，但不是独立圆柱，而是四分之三圆的壁柱从墙面凸出，柱身没有凹槽，柱头涡卷45度向外伸。柱间二层窗套使用石材制作巴洛克风格的小柱和折断的檐部拱形山花，小柱是罗马塔斯干柱式，柱身中间夹以方形块石。中央部分的两侧红砖墙用块石当做隅石包角。二层窗套上部是三角形，三层窗套是直线形。底层大门和上层相对应，中央三开间为外凸的重块石门套。西立面中央部分采用罗马爱奥尼式扁壁柱来划分墙面，中部柱间设有三个窗，两侧柱间设有一个窗，窗套简单，仅二层中央的窗上设有曲线拱。基座层两侧的双壁柱下饰有块石式墙面。门是上窗下门式，有巴洛克式门套。南立面造型简化，中央部分内凹，上层没有壁柱，仅用窗过梁弧形线角连成一体。该部分原来是二层，其上是露天平台，后来加盖顶层并制成连续窗。底层中央是三个带有石圆拱窗套的三联大窗。